# IC 461
IC 461 ist eine kompakte elliptische Galaxie vom Hubble-Typ E/S0 im Sternbild Luchs am Nordsternhimmel. Sie ist rund 259 Millionen Lichtjahre von der Milchstraße entfernt und hat einen Durchmesser von etwa 55.000 Lichtjahren.

Im selben Himmelsareal befinden sich unter anderem die Galaxien IC 458, IC 459, IC 463, IC 464.
Das Objekt wurde am 31. Januar 1851 vom irischen Astronomen Bindon Blood Stoney, einem Assistenten von William Parsons, entdeckt.